# Dasiops sexdorcentrus
Dasiops sexdorcentrus är en tvåvingeart som beskrevs av Mcalpine 1964. Dasiops sexdorcentrus ingår i släktet Dasiops och familjen stjärtflugor.
Artens utbredningsområde är Ecuador. Inga underarter finns listade i Catalogue of Life.